# Kloster Péruwelz
Kloster Péruwelz war von 1904 bis 2010 ein belgisches Kloster der Bernhardinerinnen von Esquermes in Péruwelz, Ortsteil Bon-Secours, in der Provinz Hennegau, Bistum Tournai.

## Geschichte
Die Bernhardinerinnen von Lille verlegten angesichts der Religionsfeindlichkeit der Dritten Republik ihr Mutterhaus (von 1883 bis 1942) nach Ollignies (heute: Lessines) in Belgien und gründeten 1904 als Zuflucht vor dem Gesetz zur Trennung von Kirche und Staat (mit Auflösung der Klöster) im damaligen Ort Bon-Secours (heute: Péruwelz) nahe der französischen Grenze das Kloster Notre Dame de Bon-Secours (Baulichkeiten 1922 vollendet), das bis 2010 Bestand hatte, dann aber aus Mangel an Berufungen geschlossen werden musste.